# Gösta Svensson (fotbollsspelare)
Gösta Rudolf "Saxofonen" Heinefeldt Svensson, född 4 januari 1904 i Motala, död 24 maj 1948, var en svensk fotbollsspelare (vänsterytter). Han representerade Örgryte IS, Redbergslids IK och Gais i allsvenskan, och spelade två landskamper för Sverige.

## Karriär
Svensson debuterade i Redbergslids IK 1920, men gick sedan till Örgryte IS. I september 1924 skrev Dagens Nyheter dock om den då 20-årige Svensson att han var "för liten och vek för att vara verkningsfull i de större matcherna", och han spelade bara 16 matcher (3 mål) i allsvenskan för Öis 1924–1926 innan han återvände till Redbergslid. Säsongen 1929/1930 var han med om att föra upp RIK i allsvenskan, då klubben vann division II södra överlägset. Han spelade sedan med RIK i allsvenskan 1930/1931, men då klubben direkt åkte ur högsta serien gick han inför säsongen 1931/1932 till Gais. Han gjorde mål i sin första match för klubben, en derbyseger mot IFK Göteborg hösten 1931. Han spelade denna allsvenska säsong 19 matcher för Gais och gjorde 11 mål när Gais slutade trea och bärgade lilla silvret. Säsongen därpå blev det 22 matcher och 13 mål för Svensson när Gais blev tvåa i allsvenskan och tog stora silvret. Han gick sedan till lilla Forsa IF i Hälsingland, och därefter till IFK Västerås, då han fick anställning vid Asea i staden.
Smeknamnet "Saxofonen" hade han eftersom han var musiker till yrket.

### I landslaget
Svensson spelade två landskamper för Sverige: En träningslandskamp hemma mot Österrike den 17 juli 1932 (3–4, ett mål av Svensson) och en träningslandskamp borta mot Tyskland den 25 september 1932 (3–4).